# Скретч

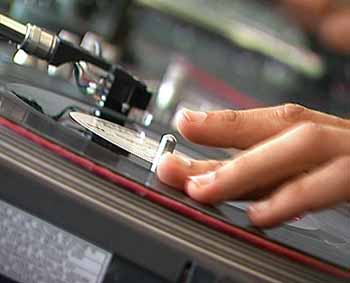

Скретч (англ. scratch — царапать) — звуковой эффект, получаемый ручным продёргиванием звуковой дорожки (взад-вперёд, либо назад или вперёд), записанной на виниловую грампластинку или магнитную ленту, во время воспроизведения на проигрывателе или катушечном магнитофоне. Является одной из базовых техник диджеинга (DJ-инга). Таким же образом этот эффект получается и в виртуальных системах диджеинга (CJ-инга).
Изобретателем скретча считается диджей Grand Wizzard Theodore.
Первоначально был только побочным эффектом при получении лупов вручную, однако очень быстро стал особенностью и отдельным приёмом.
Кроме того, так называется звуковой эффект при игре на гитаре, получаемый при скольжении по обмотке струн пальцев руки, прижимающей струны к ладам (может выполняться также и движением по обмотке струны ребром плектра — «медиаторный скретч»).